# Liste der Kulturdenkmäler in Obergeckler
In der Liste der Kulturdenkmäler in Obergeckler sind alle Kulturdenkmäler der rheinland-pfälzischen Ortsgemeinde Obergeckler mit ihrem Ortsteil Niedergeckler aufgeführt. Grundlage ist die Denkmalliste des Landes Rheinland-Pfalz (Stand: 27. Juni 2022).

## Einzeldenkmäler
| Bezeichnung                         | Lage                                                            | Baujahr                    | Beschreibung | Bild                           |
| ----------------------------------- | --------------------------------------------------------------- | -------------------------- | --- | ------------------------------ |
| Friedhofskreuz                      | Niedergeckler, Kapellenstraße, bei Nr. 11 auf dem Friedhof Lage | um 1920                    | Sockelkreuz als Friedhofskreuz und Kriegerdenkmal 1914/18, Rotsandstein, nach 1945 erweitert                                                              | BW                             |
| Katholische Filialkirche St. Martin | Niedergeckler, Kapellenstraße 16 Lage                           |                            | im Kern mittelalterlicher Saalbau und Chor, 1733 überformt, Dächer und Dachreiter wohl von 1877, Sakristeianbau 1910, Erweiterung um 1930                 | weitere Bilder Fotos hochladen |
| Wohnhaus                            | Niedergeckler, Zum Brückenhof 8 Lage                            | 1829                       | repräsentatives Wohnhaus mit vierachsigem Wohnteil und zweiachsigem Backhaus mit Altenteil, bezeichnet 1829                                               | BW                             |
| Bildstock                           | Obergeckler, Hauptstraße Lage                                   | 1712                       | Bildstock, bezeichnet 1712, Abschluss und gotisierendes Kreuz nach 1945                                                                                   | BW                             |
| Kapelle                             | Obergeckler, Hauptstraße, bei Nr. 4 Lage                        | 1880                       | Privatkapelle; sehr kurzes Schiff, anschließend nahezu vollrunder Bauteil mit Kegeldach, 1880                                                             | BW                             |
| Wegekreuz                           | Obergeckler, Hauptstraße, bei Nr. 6 Lage                        | 16. Jahrhundert            | aufwändiges spätgotisches Nischenkreuz, auf der Fiale jüngeres Abschlusskreuz, bezeichnet 1846                                                            | Fotos hochladen                |
| Hofanlage                           | Obergeckler, Hauptstraße 12 Lage                                | Mitte des 19. Jahrhunderts | große Hofanlage, Mitte des 19. Jahrhunderts; Wohnhaus bezeichnet 1845, eingeschossiger Stallanbau wenig jünger, Stallscheune, weiteres Wirtschaftsgebäude | BW                             |
| Quereinhaus                         | Obergeckler, Hauptstraße 13 Lage                                | 1800/10                    | sechsachsiges Wohn- und Backhaus mit Altenteil eines Quereinhauses, 1800/10                                                                               | BW                             |
| Wegekreuz                           | Obergeckler, Hauptstraße, an Nr. 21 Lage                        | 1772                       | Nischenkreuz, bezeichnet 1772 | BW                             |